# Delta Force Commando
Pour plus de détails, voir Fiche technique et Distribution.
Delta Force Commando est un film d'action italien sorti en 1988, réalisé par Pierluigi Ciriaci.

## Synopsis
Des révolutionnaires latino-américains attaquent une base militaire à Porto Rico et volent une bombe nucléaire. Dans l'action, ils ont tué quelques militaires et la femme du lieutenant Tony Turner qui était enceinte. Le capitaine Samuel Beck est chargé de retrouver les révolutionnaires jusque dans leur territoire et de récupérer la bombe. Turner, voulant venger la mort de sa femme, accompagne Beck dans une zone proche de la frontière du Nicaragua, où ils rencontrent les forces révolutionnaires hostiles.

## Fiche technique
- Titre : Delta Force Commando
- Réalisation : Pierluigi Ciriaci
- Scénario : Dardano Sacchetti (sous le pseudo de David Parker Jr.)
- Genre : Film d'action
- Musique : Elio Polizzi
- Production : Milos Antic pour Realtà Cinematografica
- Photographie : Adolfo Bartoli (sous le pseudo d'Al Bartholomew)
- Montage : Florenza Muller
- Durée : 89 min
- Décors : Claudio Cinini, Francesco Cuppini
- Maquillage : Stefania Trani
- Pays de production :  Italie
- Langue originale : italien
- Année de sortie : 1988
- Sortie en France : inédit à Paris, diffusé en province[1]

## Distribution
- Brett Clark : lieutenant Tony Turner
- Fred Williamson : capitaine Samuel Beck
- Bo Svenson : colonel Keitel
- Mark Gregory
- Divana Maria Breñdao : Maria
- Emy Valentino
- Mario Novelli
- Jean Michel Pelizza